# William Piastra
William Piastra (Genova, 13 febbraio 1920 – Genova, 23 dicembre 1997) è stato uno scrittore italiano.

## Biografia
William Piastra nacque a Genova il 13 febbraio 1920 da Gino Piastra e Maria Oppizio. Il padre, sindacalista e poi scrittore, era perseguitato dal regime fascista e fu per questo più volte incarcerato e infine mandato in esilio in Francia. A supportare la famiglia vi era uno zio materno, Michelangelo Marchioni, dirigente presso le Regie Poste, che, non sposato, coabitava con William e la madre. Per le idee politiche del padre, lo stesso William e il fratello Gino Maria subirono una certa emarginazione nell'area di corso Galliera presso il torrente Bisagno in cui crebbero. Iniziato il ginnasio, a causa di problemi di salute della madre fu costretto a sospendere gli studi e riprenderli solo in seguito alla scuola tecnica Antoniotto Usodimare. Il 2 novembre del 1933, quando Piastra aveva 13 anni, morì lo zio Michelangelo, mentre l'anno successivo il padre fu ricoverato a Chiavari, e la famiglia poté mantenersi solo grazie al supporto dei nonni materni.
Il 17 aprile 1940, ventenne, William Piastra fu chiamato alle armi. Durante il periodo militare iniziò un fitto scambio epistolare col padre che gli suggerì letture e contribuì notevolmente alla sua formazione culturale, sino ad allora limitata agli scarni studi scolastici. Il padre aveva anche fondato la Casa Editrice Apuania, che ebbe alterne fortune. Assegnato alla VI compagnia Radiotelegrafisti e Telefonisti, Piastra fu inviato prima a Tenda sul fronte francese, poi a Felizzano in Piemonte. Promosso caporale, nel 1942 venne inviato in Russia dove, bloccato sulle rive del fiume Don, si ritrovò al centro della ritirata italiana dal fronte russo. Sfuggì ai momenti più gravi poiché rimpatriato poco prima degli eventi più tragici grazie ad alcuni problemi di salute. Dopo l'armistizio di Cassibile riuscì a disertare e tornare dalla famiglia, per poi darsi alla clandestinità, decidendo infine a unirsi alla Resistenza italiana. Venne molto presto individuato, fatto prigioniero, internato e trasferito a Verona, poi Mantova e Plzeň, fino al 1945. Tutto il periodo militare fu per Piastra d'ispirazione per il suo successivo romanzo, in parte autobiografico, Perché? (1975).
Alla fine della seconda guerra mondiale, tornato libero, per sbarcare il lunario trovò lavoro da operaio presso la Società Italiana pel Petrolio ed Affini e poi anche come fattorino per la storica libreria specializzata Bozzi di Genova. Nel 1946 aderì al PCI, da cui si dimise però l'anno successivo, e si avvicinò quindi alla Federazione Anarchica Italiana, della quale iniziò a gestire la libreria, con distribuzione e attività editoriale, con la collaborazione attiva della madre. Qui lavorò per vent'anni. Con la morte della madre nel 1967, Piastra lasciò l'impegno con la FAI. Ma già all'inizio degli anni '60 aveva iniziato le sue prime pubblicazioni di carattere storico, attività che proseguì con Storia di una strada. Da Piazza De Ferrari a Ponte Pila, pubblicato per Tolozzi (1962) e aumentò grazie al maggiore tempo a disposizione, dando alle stampe una Storia della Chiesa e del Convento di S. Domenico in Genova (1970) sempre per Tolozzi e una Storia della chiesa di San Giorgio in Genova (1973) per Errebi.
Già socio dell'associazione A Compagna, nel 1968 entrò nella Società Ligure di Storia Patria, collaborazione che gli permise di approfondire ulteriormente gli studi e la formazione culturale. Nel 1975 pubblicò con Di Stefano il proprio romanzo autobiografico, Perché?, dedicato al periodo bellico. Dal 1980 lavorò al compimento di un complesso progetto culturale: la redazione di una bibliografia dialettale ligure, che vide la prima pubblicazione nel 1980. Poi lavorò a ulteriori curatele, come la riedizione delle poesie dell'Anonimo Genovese di Jean Nicolas. Infine, nel 1983 iniziò la collezione del materiale per la realizzazione della sua opera più importante e ambiziosa, la redazione di un Dizionario Biografico dei Liguri, a cui dedicò tutto il quindicennio successivo della sua vita e del quale riuscì a pubblicare i primi cinque volumi.
Nel 1989 fu insignito del premio Luigi De Martini. Il 23 dicembre 1997 William Piastra morì, all’età di 77 anni.
Dopo la sua morte il suo ampio archivio di studi è stato acquisito dalla Società Ligure di Storia Patria, presso cui è conservato, mentre il lavoro sul Dizionario Biografico dei Liguri è stato portato avanti da altri autori come Barbara Bernabò e Andrea Lercari, mantenendo il nome di Piastra in copertina come fondatore del progetto. Sue opere sono custodite nelle principali biblioteche mondiali, fra le quali la Harvard Library e la Libreria del Congresso degli Stati Uniti.

## Premi
- Premio Luigi De Martini, 1989[4]

## Opere
- William Piastra, L'arte della stampa, Off. Grafiche Esperia, 1953.
- William Piastra, Storia di una strada. Da Piazza De Ferrari a Ponte Pila, Genova, Tolozzi, 1962.
- William Piastra, Storia della Chiesa e del Convento di S. Domenico in Genova, Genova, Tolozzi, 1970.
- William Piastra, Calendario storico della Liguria, Genova, Erredi, 1971.
- William Piastra e Leonida Balestreri, Storia della chiesa di San Giorgio in Genova, Genova, Errebi, 1973.
- William Piastra, Perché?, Genova, Di Stefano Editore, 1975.
- William Piastra, Lorenzo Coveri e Giulia Petracco Sicardi, Bibliografia Dialettale Ligure, Genova, Basile, 1980.
- William Piastra, Uno stemma per la Regione liguria, Recco, Microlito, 1981.
- William Piastra, Consulta Ligure. 1973-1983 10 anni di attività, Genova, Prima Cooperativa Grafica Genovese, 1983.
- William Piastra e Elena Pongiglione, Libro bianco dei gatti, Genova, Tolozzi, 1988.
- William Piastra, La Liguria nel tempo: proposte per una bibliografia storica, Genova, Fondazione Regionale C. Colombo, 1990.
- Emilio Costa Emilio e William Piastra, Saggio di bibliografia spotorniana, in Leo Morabito (a cura di), Giambattista Spotorno (1788-1844), Genova, Istituto Mazziniano, 1990.
- William Piastra, Dizionario biografico dei liguri vol. I, Consulta Ligure, 1992.
- Enrico Carbone, Vito Elio Petrucci e William Piastra, A Compagna : 70 anni di attività : 1923-1993, Genova, A Compagna, 1993.
- William Piastra e Fiorenzo Toso, Bibliografia Dialettale Ligure, Genova, A Compagna, 1994.
- William Piastra, Dizionario biografico dei liguri vol. II, Consulta Ligure, 1994.
- William Piastra, Dizionario biografico dei liguri vol. III, Consulta Ligure, 1996.
- William Piastra, Dizionario biografico dei liguri vol. IV, Consulta Ligure, 1998.
- William Piastra, Dizionario biografico dei liguri vol. V, Consulta Ligure, 1999.